# Битва біля Принстона (1777)
Битва біля Принстона (3 січня, 1777) — ключова битва американської війни за незалежність, в якій Континентальна армія під командуванням генерала Джорджа Вашингтона завдала поразки британським силам поблизу Принстона, Нью-Джерсі.
Після перемоги над гессенцями в битві біля Трентона вранці 26 грудня 1776 року, Вашингтон відступив назад в Пенсільванію. Згодом він вирішив атакувати британські сили перш, ніж йти на зимівлю. 29 грудня він привів свою армію назад в Трентон. У ніч на 2 січня 1777 року Вашингтон відбив британський напад у битві на Есанпінк Крик. У ту ніч, він евакуювавши свої позиції, кружляв навколо генерала лорда Корнуоліса, і пішов, щоб напасти на британський гарнізон в Принстоні.
3 січня бригадний генерал Континентальної армії Г'ю Мерсер зіткнулися з двома полками під командуванням підполковника Чарльза Маухуда з британської армії. Мерсер і його війська були захоплені, а Мерсер був смертельно поранений. Вашингтон направив деяку кількість ополченців під орудою бригадного генерала Джона Кодуоледера, щоб допомогти їм. Ополчення, побачивши втечу людей Мерсера, також почало втікати. Вашингтон під'їхав з підкріпленням і згуртував  ополченців. Потім він привів напад у війська Маухуда. Маухуд віддав наказ відступити і більшість з військ намагалися втекти в Корнволіс і в Трентон.
У самому Принстоні бригадний генерал Джон Салліван закликав деяких британських військовослужбовців, які знайшли притулок у Насау-голл (англ. Nassau Hall) здатися, закінчуючи бій. Після битви Вашингтон повів свою армію в Моррістаун, і з їх третьої поразки в 10 днів, англійці евакуювали південний Нью-Джерсі. З перемогою в Принстоні бойовий дух піднявся в американських рядах і більше чоловіків стали в армію. Бій (який вважався на той час незначним за британськими стандартами) був останнім великим ходом Вашингтона у зимовій кампанії.
Частина місця битви тепер Princeton Battlefield State Park, Національний історичний пам'ятник.